# Groß-Basenach

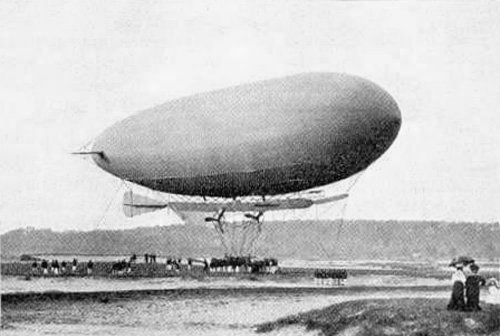
Groß-Basenach M I im Jahre 1908

Groß-Basenach ist die Bezeichnung für Luftschiffe, die nach den beiden Konstrukteuren Major Hans Groß, dem Kommandanten des Königlich Preußischen Luftschifferbataillons in Berlin, und Ingenieur Nikolaus Basenach (1875–1951), der zuvor bei der Stettiner Vulkan-Schiffswerft beschäftigt war, benannt wurden.
Es wurden ein Versuchsluftschiff und vier sogenannte „Militär-Groß-Basenach“-Typen in Tegel gefertigt und mehrfach umgebaut. Sie folgten dem Konstruktionsprinzip des halbstarren Luftschiffes, das vom deutschen Militär zunächst wegen des leichteren Transports zusammenlegbarer Luftschiffe gegenüber der starren Bauart vom Typ Zeppelin favorisiert wurde. Sie stellten einige Rekorde bezüglich der Fahrtdauer und Geschwindigkeit auf, waren insgesamt gesehen jedoch nicht so erfolgreich wie erhofft. Der Krieg und die immens gestiegenen Ansprüche an die technischen Möglichkeiten der Luftschiffe ließen dieses System zunächst in Vergessenheit geraten. Auch seinen Konkurrenten Parseval und Schütte-Lanz sollte es am Ende des Ersten Weltkrieges, wenn auch aus anderen Gründen, nicht anders ergehen. Heutige Luftschiffe sind dagegen erneut Prallluftschiffe oder vom halbstarren Typ.

## Luftschiffe

### Versuchsluftschiff
Das Versuchsluftschiff hatte ein Volumen von 1.800 Kubikmetern und verfügt über einen Kiel direkt unter der Ballonhülle. Es war größtenteils bei der Siemens-Schuckert Werke GmbH gebaut worden.
Die erste Fahrt fand am 7. Mai 1907 statt. Der Antrieb bestand aus einem 24-PS-Gaggenau-Automobilmotor und ermöglichte eine Höchstgeschwindigkeit von 29 km/h. Am 28. Oktober 1907 stellte Hauptmann Richard von Kehler mit dem Luftschiff einen Dauerfahrtweltrekord von 8 Stunden und 10 Minuten auf.
Das Schiff wurde später umgebaut. Dabei wurden unter anderem Heckflossen nachgerüstet.

### M I
- 5.000 m³ Volumen

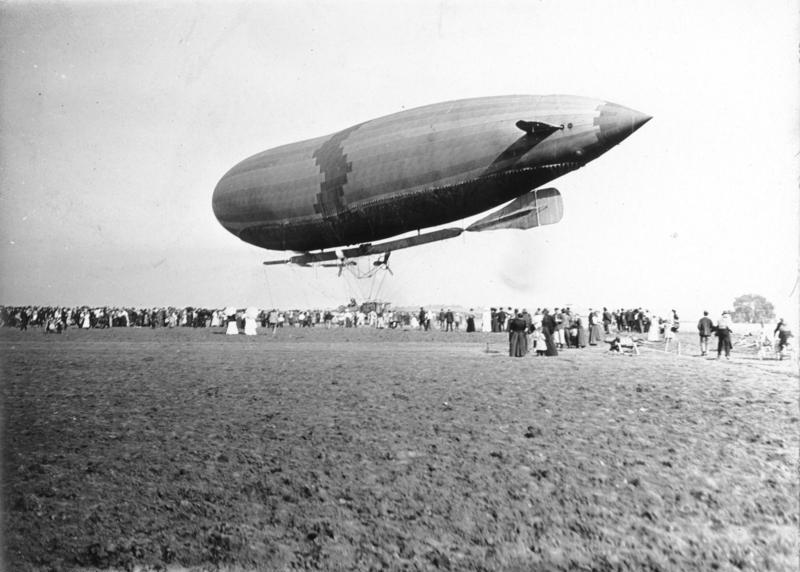
M I nach der Verlängerung 1913

- Länge der Gashülle 65,5 m, Durchmesser 11,1 m
- gebaut vom Luftschiffer-Bataillon in Tegel
- erste Fahrt: 30. Juni 1908
- Antrieb: zwei Körting-Motoren mit je 75 PS

Am 21. September 1908 wurde eine Rekord-Dauerfahrt von über 13 Stunden ausgeführt. Bei einer geplanten 24-Stunden-Fahrt strandete das Luftschiff am 12. November 1908 nach 21 Stunden bei dichtem Nebel im Stettiner Haff vor der Küste Wollins und wurde beschädigt. Am 22. April 1910 nahm M I gemeinsam mit dem Parseval-Luftschiff PL 3 und dem Zeppelin Z II (ursprünglich als LZ 5 gebaut) in Bad Homburg vor der Höhe an einer „Luftschiffparade“ vor Kaiser Wilhelm II teil. 1913 wurde die Hülle auf 71,8 m verlängert. In dieser Konfiguration fuhr das Schiff zum ersten Mal am 26. März 1913. Der Kiel wurde dreimal verändert, das Volumen stieg auf 5600 m³. Die Höchstgeschwindigkeit blieb trotz der Umbauten bei 47 km/h.

### M II
M II wurde 1909 gebaut und 1911 noch einmal vergrößert.
- Volumen: 5.200 m³
- Länge: 74 m
- Durchmesser: 12 m
- Antrieb: zwei Körting-Motoren mit je 75 PS
- Steighöhe: etwa 1500 m

Das Luftschiff machte am 4. und 5. August 1909 eine sechzehnstündige Fahrt über 460 km von Tegel über Halle, Weißenfels und Apolda zurück nach Tegel.

### M III

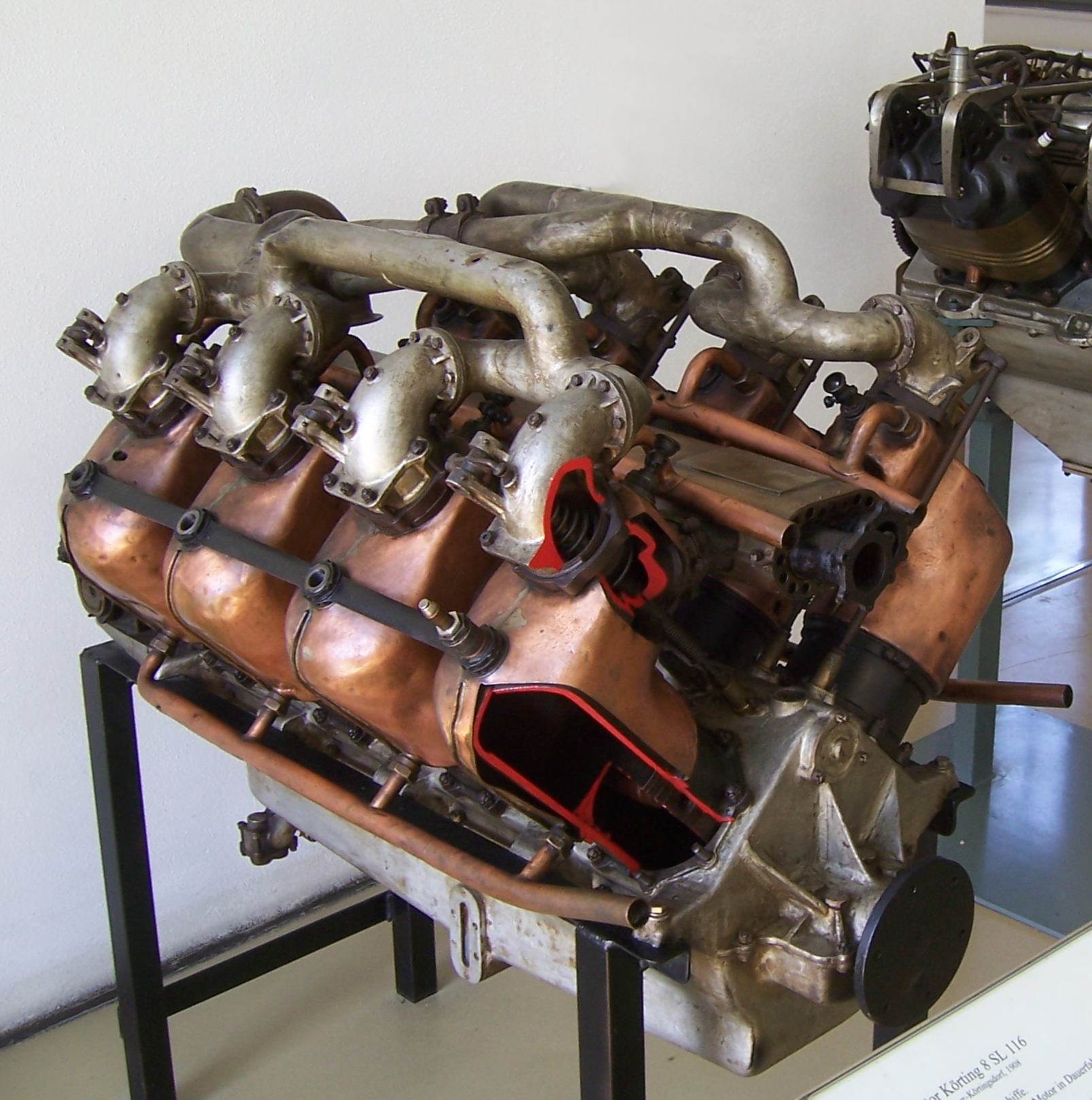
Luftschiffmotor Körting 8 SL 116

M III wurde 1909 gebaut und unternahm seine erste Fahrt am 31. Dezember.
- Volumen: 7.800 m³
- Länge: 81,5 m
- vergrößert 1912 auf ein Volumen von 9.000 m³ eine Länge von 83,3 m
- Antrieb: zwei Körting-Motoren mit je 75 PS

M III war mit einer Höchstgeschwindigkeit von 59 km/h (68 km/h nach Umbau) das schnellste Luftschiff seiner Zeit. Es verbrannte am 10. Oktober 1911 in der Luftschiffhalle in Tegel.

### M IV
M IV wurde 1911 gebaut und 1913 sowie 1914 vergrößert.
- Volumen: 19.000 m³
- Länge: 120,7 m
- Durchmesser: 16,1 m
- Antrieb: drei Maybach-Motoren mit insgesamt 480 PS

M IV erreichte 1913 eine Geschwindigkeit von 82 km/h. Es unternahm vom 28. Dezember 1914 bis zum 3. November 1915 insgesamt 24 Aufklärungsfahrten über der Ostsee. Am 10. September 1915 griff es mit 100-kg-Bomben ein U-Boot an.